# マイケル・レニー
マイケル・レニー（Michael Rennie, 本名：Eric Alexander Rennie 1909年8月25日 - 1971年6月10日）は、イギリスの俳優。『地球の静止する日』の宇宙人クラトゥ役で有名。身長191センチ。マイクル・レニーと片仮名表記されることもある。

## 略歴
ウェスト・ヨークシャー・ブラッドフォード近くの町・アイドルの出身。
1930年代の初頭から映画出演するが、鳴かず飛ばずの歳月だった。この時期の出演作品では『シーザーとクレオパトラ』（1945年）が日本でも劇場公開されている。また、映画俳優と同時進行で舞台俳優としても活動している。
1950年頃からはハリウッドに進出し、ロバート・ワイズ監督の『地球の静止する日』（1951年）の宇宙人役で注目され、キリストの受難を題材にした史劇大作『聖衣』（1953年）と続編『ディミトリアスと闘士』（1954年）やナポレオン戦争時代を背景にした『デジレ』（1954年）等で大役に起用された。1960年代の末までハリウッドで渋い脇役俳優として活動し、『ホテル』（1966年）や『コマンド戦略』（1967年）と言った話題作にも出演した、テレビ・シリーズへのゲスト出演も少なくなく、『0011ナポレオン・ソロ』や『宇宙家族ロビンソン』、『バットマン』等がある。また、英国人俳優としては珍しく『烙印の狼』（1967年）やテレビ・シリーズ『ボナンザ』等の西部劇にもゲスト出演した。他にも、悲劇の将軍であるロンメル元帥を題材にした『砂漠の鬼将軍』（1951年）と姉妹篇『砂漠の鼠』（1953年）等ではナレーターの声優としての仕事もこなした。
1960年代の末からはイタリア映画へも出演し、マカロニ・コンバットと称される『砂漠の戦場/エル・アラメン』（1968年）では英国のモンゴメリー将軍役を演じた。因みに、ロンメル元帥はフランス俳優のロベール・オッセンが演じ、他にもセルジオ・コルブッチ監督のスパイ物『太陽の暗殺者』（1967年）にも出演した。また、スペインが主導で製作したレオン・クリモフスキー監督のイタリアとの合作戦争映画『死の戦線ノルマンディ（VHS題名：Dデイ特攻指令/V-2基地を爆破せよ！！）』（1970年/未/テレビ放映）では老体に鞭打ちながらも主役を演じ、ポール・ナッチーが出演の傍ら脚本を担当したスペイン映画『モンスター・パニック/怪奇作戦』（1970/未/テレビ放映）にも出演した。尚、晩年にはフィリピン映画『ストーニー』（1971年/未ソフト化）にも出演していたが、遺作となった。
晩年は体調不良で精彩を欠き、出演作にも恵まれない中、1971年6月10日に大動脈瘤のため急逝。61歳没。

## 主な出演作品

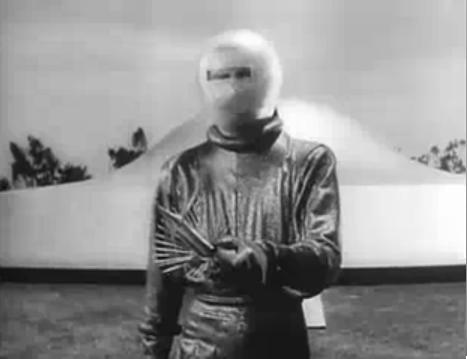
『地球の静止する日』で宇宙人クラトゥに扮したレニー

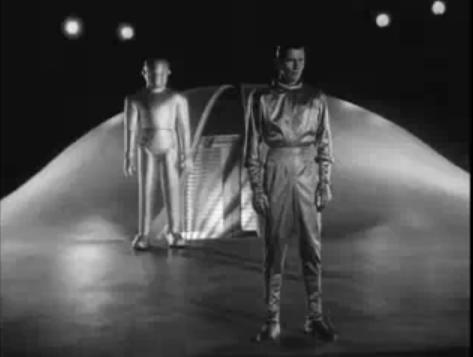
クラトゥに扮したレニー（右）とゴート

### 映画
| 公開年 | 邦題 原題                                                               | 役名                       | 備考                             |
| ------ | ----------------------------------------------------------------------- | -------------------------- | -------------------------------- |
| 1936   | 間諜最後の日 The Secret Agent                                           | -                          | エキストラにつきクレジットなし   |
| 1936   | 奇蹟人間 The Man Who Could Work Miracles                                | -                          | エキストラにつきクレジットなし   |
| 1938   | 淑女は離婚がお好き The Divorce of Lady X                                | -                          | クレジットなし                   |
| 1945   | 妖婦 The Wicked Lady                                                    | キット・ロックスビー       |                                  |
| 1945   | シーザーとクレオパトラ Caesar and Cleopatra                             | Quayside Centurion         |                                  |
| 1948   | 私立探偵スリム Uneasy Terms                                             | スリム・キャラハン         |                                  |
| 1949   | 雨と恋と口笛 The Golden Madonna                                         | マイク・クリスティ         |                                  |
| 1950   | 黒ばら The Black Rose                                                   | エドワード王               |                                  |
| 1951   | 地球の静止する日 The Day the Earth Stood Still                          | クラトゥ                   |                                  |
| 1951   | 砂漠の鬼将軍 The Desert Fox: The Story of Rommel                        | -                          | ナレーションのみ、クレジットなし |
| 1952   | 五本の指 5 Fingers                                                      | コリン                     |                                  |
| 1952   | レ・ミゼラブル Les Misérables                                           | ジャン・バルジャン         |                                  |
| 1953   | タイタニックの最期 Titanic                                              | -                          | ナレーションのみ、クレジットなし |
| 1953   | 砂漠の鼡 The Desert Rats                                                | -                          | ナレーションのみ、クレジットなし |
| 1953   | 聖衣 The Robe                                                           | ペトロ                     |                                  |
| 1953   | 壮烈カイバー銃隊 King of The Khyber Rifles                              | J.R.マイトランド           |                                  |
| 1954   | ディミトリアスと闘士 Demetrius and the Gladiators                       | ペトロ                     |                                  |
| 1954   | マンボ Mambo                                                            | エンリコ・マリソニ         |                                  |
| 1954   | 炎と剣 Prince Valiant                                                   | -                          | ナレーションのみ、クレジットなし |
| 1954   | デジレ Désirée                                                          | カール14世ヨハン           |                                  |
| 1955   | 一攫千金を夢見る男 Soldier of Fortune                                   | メリウェザー捜査官         |                                  |
| 1955   | 黄金の都 Seven Cities of Gold                                           | ジュニペロ・セラ           |                                  |
| 1955   | 雨のランチプール The Rains of Ranchipur                                 | アルバート・エスケス卿     |                                  |
| 1957   | 日のあたる島 Island in the Sun                                          | ヒラリー・カーソン         |                                  |
| 1957   | 勇者カイヤム Omar Khayyam                                               | Hasani Sabah               |                                  |
| 1958   | V1号作戦 Battle of the V-1                                              | ステファン                 |                                  |
| 1959   | 山の上の第三の男 Third Man on the Mountain                              | ジョン・ウィンター         |                                  |
| 1960   | 失われた世界 The Lost World                                             | ジョン・ロクストン         |                                  |
| 1963   | 烙印の狼 Ride Beyond Vengeance                                          | ブルックス                 |                                  |
| 1967   | ホテル Hotel                                                            | ジェフリー                 |                                  |
| 1967   | 太陽の暗殺者 Bersaglio mobile                                           | ワーシントン・クラーク少佐 |                                  |
| 1968   | コマンド戦略 The Devil's Brigade                                        | マーク・クラーク           |                                  |
| 1968   | Dデイ特攻指令・V2基地を爆破せよ!! Giugno '44 - Sbarcheremo in Normandia | ブリン                     |                                  |
| 1969   | 砂漠の戦場エル・アラメン La Battaglia di El Alamein                     | バーナード・モントゴメリー |                                  |
| 1970   | モンスター・パニック/怪奇作戦 Los Monstruos del Terror                  | オドー・ワーノフ           |                                  |

### テレビシリーズ
| 放映年    | 邦題 原題                        | 役名             | 備考         |
| --------- | -------------------------------- | ---------------- | ------------ |
| 1959-1965 | The Third Man                    | ハリー・ライム   | 77エピソード |
| 1966      | 宇宙家族ロビンソン Lost in Space | ザ・キーパー     | 2エピソード  |
| 1966      | タイムトンネル The Time Tunnel   | マルコム・スミス | 1エピソード  |
| 1966      | バットマン Batman                | サンドマン       | 2エピソード  |